# Sacramento
Sacramento er hovedstad i den amerikanske delstat Californien og administrativt centrum i det amerikanske county Sacramento County. Byen er den syvende største i Californien og har 528,001 indbyggere.

## Historie
Byen blev grundlagt i 1848 af John Sutter under navnet Sutters Fort. I begyndelsen af 1800-tallet havde den spanske opdagelsesrejsende Gabriel Morage navngivet dalen og floden hhv. Sacramento Valley og Sacramento River – efter det spanske udtryk sacrament (da. "sakramente").
Der blev opdaget guld i området i 1848, og det gjorde, at mange mennesker strømmede til stedet, hvilket satte sit præg på området. John Sutters søn besluttede, inspireret af flodens navn, at omdøbe Sutters Fort til Sacramento. Sønnen hyrede desuden en ingeniør til at forestå planlægningen af byens gader og stræder. Sacramento er den ældste by som blev indlemmet i staten Californien, og i 1854 blev det ved lov vedtaget, at byen skulle være delstatshovedstad – inden da havde hovedstaden været San Jose, Vallejo og Benicia.
Floderne omkring byen var med til at bringe velstand i form af transportveje for handel og landbrug. Mange af bystyrets egne byggeprojekter blev finansieret ved skatteopkrævning for sejlads på floderne. Imidlertid har den tætte placering ved floderne også haft alvorlige konsekvenser, da byen oprindeligt var placeret på et niveau, der lå under havets overflade. Dette var medvirkende til store oversvømmelser i 1850, 1852 og igen i 1862 – hvorefter man besluttede at hæve byen; det skete på få år og blev gjort ved, at godsvogne transporterede jord ind til byen.

## Kultur
Den ældste del af byen kaldes for Old Sacramento og består af brostensbelagte gader og 53 historiske bygninger tilbage fra 1860'erne. Under gaderne og husene kan man se projektet med at hæve byen over floderne. Området er en velbesøgt turistattraktion, hvor man kan køre med damptog og sejle med dampfærger.
I centrum af byen findes Sacramento Convention Center Complex, som blandt andre huser The Crocker Art Museum, der er det ældste museum vest for Mississippi. Centret har også et auditorium med 3.867 pladser og et teater med 2.452 pladser. Byen har et væld af museer, hvor de 22 største er gået sammen om at danne Sacramento Association of Museums.